# Lucifer I
Lucifer I debitantski je studijski album heavy metal-sastava Lucifer. Diskografska kuća Rise Above Records objavila ga je 25. svibnja 2015. u Europi i 16. lipnja 2015. u SAD-u.

## Popis pjesama
Tekstovi i glazba: Gaz Jennings i Johanna Sadonis. 
| 1.    | »Abracadabra«                | 5:54 |
| 2.    | »Purple Pyramid«             | 6:09 |
| 3.    | »Izrael«                     | 4:49 |
| 4.    | »Sabbath«                    | 5:19 |
| 5.    | »White Mountain«             | 5:22 |
| 6.    | »Morning Star«               | 5:01 |
| 7.    | »Total Eclipse«              | 6:04 |
| 8.    | »A Grave for Each One of Us« | 5:12 |
| 43:50 |                              |      |

## Recenzije
| Recenzije       | Recenzije |
| Izvor           | Ocjena    |
| --------------- | --------- |
| Metal Hammer    | [ 3 ]     |
| Metal Injection | 9/10      |

Dobio je pozitivne kritike. Metal Injection dao mu je devet bodova od njih deset, a recenzent je izjavio da su rifovi snažniji, a pjesme bolje i dosljedno kvalitetnije od onih na istoimenom albumu sastava The Oath, u kojem je pjevačica Johanna Sadonis bila prije nego što je osnovala Lucifer. Dodao je i da Lucifer I prožima snažnan utjecaj skupina Candlemass i Black Sabbath, ali da Sadonis ima jedinstven pjevački glas. Liam Yates iz Metal Hammera dao mu je četiri zvjezdice od njih pet napisavši da „rifove odlično podržavaju snažni raspjevani vokali”, da skupina „stvara atmosferu i dubinu umjesto da kreće u potpuni napad” te da njezin „suptilan pristup ipak zna i udariti”.

## Zasluge
| Lucifer - Johanna Sadonis – vokal, semplovi, klavijatura; dizajn - Gary Jennings – gitara - Dino Gollnick – bas-gitara - Andrew Prestidge – bubnjevi, klavijatura |  | Ostalo osoblje - Christoph Rambow – dizajn - Ester Segarra – fotografija - Ingo Krauss – snimanje, miksanje, mastering |